# Allotaius spariformis
Allotaius spariformis és un peix teleosti de la família dels espàrids i de l'ordre dels perciformes.

## Particularitats
Allotaius spariformis és l'única espècie del gènere Allotaius.
Es troba a les costes centrals del Pacífic occidental: des de Queensland (Austràlia) fins a les Illes Cook.